# (524) Fidelio
(524) Fidelio es un asteroide perteneciente al cinturón de asteroides descubierto el 14 de marzo de 1904 por Maximilian Franz Wolf desde el observatorio de Heidelberg-Königstuhl, Alemania.
Está nombrado por la ópera Fidelio del compositor alemán Ludwig van Beethoven (1770-1827).